# Дженнер, Блейк
Блейк Алекса́ндр Дже́ннер (англ. Blake Alexander Jenner, родился 27 августа 1992 года в Майами, Флорида, США) — американский актёр, наиболее известный по роли Райдера Линна в сериале «Хор», а также по фильмам «Каждому своё», «Почти семнадцать» и «Американские животные».

## Биография

### Ранние годы
Блейк Дженнер родился 27 августа 1992 года в Майами, штат Флорида в семье Ричарда Вернона Дженнера (Richard Vernon Jenner) и Митци Сото (Mitzy Soto). В школьные годы заинтересовался актёрством, а первым опытом работы для него стали съёмки в рекламе местного магазина мебели.

### Карьера
В 2010 году Дженнер переехал в Лос-Анджелес, чтобы иметь возможность начать профессиональную карьеру в кино. Подрабатывая продавцом и официантом, в свободное время он посещал курсы актёрского мастерства. В этот период он снялся в нескольких короткометражках и впервые появился на телевидении — в эпизоде ситкома «Мелисса и Джоуи».
В 2012 году Дженнер принял участие во втором сезоне творческого реалити-шоу «The Glee Project» и одержал победу. В качестве приза начинающий актёр получил роль в музыкальном сериале канала FOX «Хор». Его персонаж Райдер Линн был представлен в пятом эпизоде четвёртого сезона и в дальнейшем появлялся в шоу регулярно. В пятом сезоне Дженнер стал частью основного актёрского состава, однако позже, из-за изменений в концепции шоу, сюжетные линии нескольких героев были убраны из сериала, и в шестом он был приглашён только на один эпизод. За свою работу в «Хоре» он был удостоен премии «Teen Choice Awards» как лучший новый актёр на телевидении.
Дебютом на большом экране для Дженнера стала главная роль в комедии Ричарда Линклейтера «Каждому своё» 2016 года о первых днях студента-первокурсника в колледже. Лента получила преимущественно положительные отзывы и номинацию на премию независимого кино «Gotham Awards» в категории «Лучший фильм». В течение следующего года вышли высоко оцененная критиками комедия-драма о трудностях переходного возраста «Почти семнадцать», триллер «Внутри» и детективный фильм «Исчезновение Сидни Холла», в которых Дженнеру достались заметные роли второго плана. Он рассматривался как один из основных претендентов на роль Хана Соло в посвящённом этому герою фильме из серии «Звёздные войны», но в итоге уступил Олдену Эренрайку. В октябре 2017 Дженнер получил премию «Восходящая звезда» на Международном кинофестивале в Сан-Диего, где представлял фильм «Несовершеннолетний», в котором выступил как сценарист, продюсер и исполнитель главной роли. Эта лента была выпущена в июне 2018 под названием «Билли». В том же месяце в прокат вышла криминальная драма «Американские животные». Вскоре после этого Дженнер получил первую заметную театральную роль — он начал играть Кристиана в спектакле «Сирано» по пьесе Эдмона Ростана с Питером Динклэйджем в образе заглавного героя.
В 2019 году на платформе Netflix вышел многосерийный триллер «Что/если» с Блейком Дженнером, Джейн Леви и Рене Зеллвегер в главных ролях. Тогда же сообщалось, что актёр снова поработает с Линклейтером и сыграет Франклина Шепарда в экранизации мюзикла Стивена Сондхайма «Мы едем, едем, едем», однако позже его заменил Пол Мескал. После небольшого перерыва в карьере, Дженнер снялся в боевике «Райский город» с Брюсом Уиллисом и Джоном Траволтой, премьера которого состоялась в конце 2022 года.

### Личная жизнь

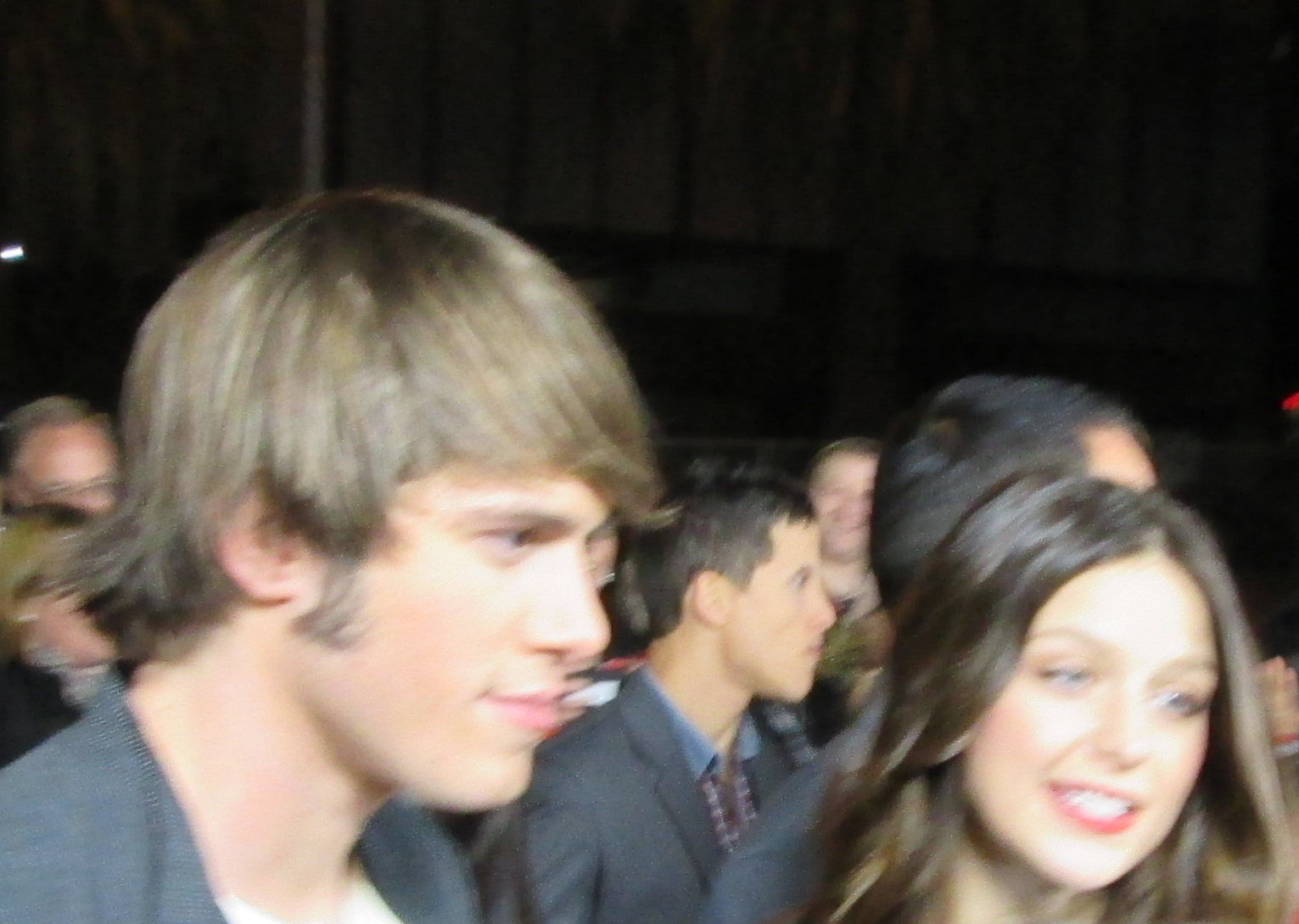
Блейк Дженнер и Мелисса Бенойст

На съёмках «Хора» у Блейка Дженнера завязался роман с коллегой Мелиссой Бенойст: в 2013 году СМИ сообщили об их помолвке, а в 2015 — о свадьбе (по некоторым данным, брак был зарегистрирован вскоре после помолвки). Позже актёр появился в двух эпизодах сериала «Супергёрл», где Бенойст играла главную роль; также они вместе снимались в фильме «Билли» по сценарию Дженнера. В декабре 2016 стало известно о расставании пары из-за «непримиримых противоречий» и начале бракоразводного процесса, который завершился год спустя. В 2019 году Бенойст заявила, что ранее была жертвой домашнего насилия со стороны своего партнёра, но не назвала его имени — это вызвало подозрения, что актриса подразумевала отношения с бывшим мужем. Позже Дженнер (также не называя имени экс-партнёрши) сообщил, что долгое время состоял в токсичных отношениях, где имело место психологическое и физическое насилие с обеих сторон, подчеркнув, что не снимает с себя ответственности и сожалеет о произошедшем.

## Фильмография
| Год       |     | Русское название           | Оригинальное название        | Роль            |
| --------- | --- | -------------------------- | ---------------------------- | --------------- |
| 2010      | кор | Смертельная свежесть       | Fresh 2 Death                | Коннор          |
| 2011      | кор | Вурлитцер                  | Wurlitzer                    | Александр Мур   |
| 2011      | с   | Мелисса и Джоуи            | Melissa & Joey               | Миллер Коллинз  |
| 2012      | кор | Быть настоящим Райтом      | The Truth in Being Right     | Джеффри         |
| 2012—2015 | с   | Хор                        | Glee                         | Райдер Линн     |
| 2014      | кор | Любовь с первого сайта     | Love at First Site           | Сидни Рейнольдс |
| 2016      | с   | Супергёрл                  | Supergirl                    | Адам Фостер     |
| 2016      | ф   | Каждому своё               | Everybody Wants Some         | Джейк Брэдфорд  |
| 2016      | ф   | Почти семнадцать           | The Edge of Seventeen        | Дэриан Франклин |
| 2016      | ф   | Внутри                     | Crawlspace / Within          | Томми           |
| 2017      | ф   | Исчезновение Сидни Холла   | The Vanishing of Sidney Hall | Бретт Ньюпорт   |
| 2017      | ф   | Несовершеннолетний / Билли | Juvenile / Billy Boy         | Билли Форсетти  |
| 2018      | ф   | Американские животные      | American Animals             | Чез Аллен       |
| 2018      | ки  | NBA 2K19                   | NBA 2K19                     | Хауи Картер     |
| 2019      | с   | Что/если                   | What/If                      | Шон Донован     |
| 2022      | ф   | Райский город              | Paradise City                | Райан Суон      |
| 2023      | ф   | Место для предложения      | The Proposal Spot            | Пит Сандерс     |

## Награды и номинации
| Год  | Премия                    | Номинация         | Работа | Итог   |
| ---- | ------------------------- | ----------------- | ------ | ------ |
| 2013 | Teen Choice Awards        | Прорыв года на ТВ | Хор    | Победа |
| 2017 | Кинофестиваль в Сан-Диего | Восходящая звезда |        | Победа |